# Zhang Liang (Zapadni Han)
Zhang Liang (kineski:張良, 张良, Zhāng Liáng) (262.  pr. Kr. – 189. pr. Kr.), stilsko ime Zifang (子房), je bio kineski vojskovođa i državnik iz ranog perioda dinastije Han. Poznat je kao jedan od "Tri heroja rane dinastije Han" (漢初三傑), zajedno s Han Xinom i Xiao Heom. Zhang Liang je bitno doprinio uspostavi dinastije Han a za što mu je priznanje odao i car Gaozu of Hana davši mu titulu  "Markiz Wencheng od Liua" (留文成侯).